# Hoobastank (álbum)
Hoobastank é o primeiro álbum de estúdio por uma grande gravadora da banda americana Hoobastank, lançado em 20 de novembro de 2001 pela gravadora Island Records. Três singles foram lançados, "Crawling in the Dark", "Running Away" e "Remember Me". O álbum foi certificado platina nos Estados Unidos.

## Faixas
| N.º | Título                 | Compositor(es)                   | Duração |  |
| 1.  | "Crawling in the Dark" | Daniel Estrin, Douglas Robb      | 2:55    |  |
| 2.  | "Remember Me"          | Estrin, Robb                     | 3:34    |  |
| 3.  | "Running Away"         | Estrin, Robb                     | 2:58    |  |
| 4.  | "Pieces"               | Estrin, Robb, Markku Lappalainen | 3:15    |  |
| 5.  | "Let You Know"         | Estrin, Robb                     | 3:39    |  |
| 6.  | "Better"               | Lappalainen, Robb                | 2:53    |  |
| 7.  | "Ready for You"        | Estrin, Robb                     | 3:07    |  |
| 8.  | "Up and Gone"          | Lappalainen, Robb                | 3:21    |  |
| 9.  | "Too Little Too Late"  |                                  | 3:15    |  |
| 10. | "Hello Again"          | Lappalainen, Robb                | 3:02    |  |
| 11. | "To Be with You"       | Lappalainen, Robb                | 4:02    |  |
| 12. | "Give It Back"         | Estrin, Robb                     | 2:58    |  |

| Faixas bônus Japão |                  |         |  |
| N.º                | Título           | Duração |  |
| 21.                | "Losing My Grip" | 3:55    |  |
| 22.                | "The Critic"     | 4:15    |  |

## Pessoal
- Doug Robb - vocal
- Dan Estrin - guitarra
- Markku Lappalainen - baixo
- Chris Hesse - bateria